# Dualismo mente-cuerpo
En la filosofía de la mente, el dualismo mente cuerpo denota la idea de que los fenómenos mentales no son físicos, o que la mente y el cuerpo son distintos y separables. Así, engloba un conjunto de visiones sobre la relación entre mente y materia, así como entre sujeto y objeto, y se contrasta con otras posiciones, como el fisicalismo y el enactivismo, en el problema mente-cuerpo.

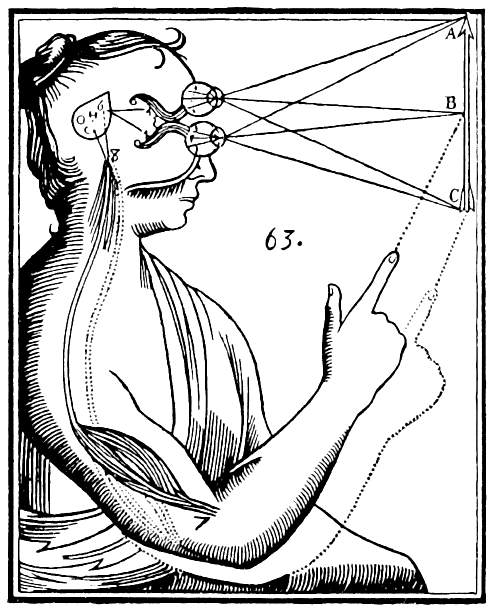
La ilustración de René Descartes del dualismo. Las entradas son transmitidas por los órganos sensoriales a la epífisis del cerebro y de allí al espíritu inmaterial.

Aristóteles compartió la visión de Platón de las almas múltiples y elaboró aún más un arreglo jerárquico, correspondiente a las funciones distintivas de las plantas, los animales y las personas: un alma nutritiva de crecimiento y metabolismo que comparten los tres; un alma perceptiva del dolor, el placer y el deseo que solo comparten las personas y otros animales; y la facultad de la razón, que es exclusiva de las personas. Desde este punto de vista, un alma es la forma hilomórfica de un organismo viable, en el que cada nivel de la jerarquía se superpone formalmente a la sustancia del nivel anterior. Para Aristóteles, las dos primeras almas, basadas en el cuerpo, perecen cuando muere el organismo vivo, mientras que la tercera sigue siendo una parte intelectual inmortal y perpetua de la mente. Para Platón, sin embargo, el alma no dependía del cuerpo físico; creía en la metempsicosis, la migración del alma a un nuevo cuerpo físico. Ha sido considerado una forma de reduccionismo por algunos filósofos, ya que posibilita la tendencia a ignorar grupos muy grandes de variables por su supuesta asociación con la mente o el cuerpo, y no por su valor real a la hora de explicar o predecir un fenómeno estudiado.
El dualismo está estrechamente asociado con el pensamiento de René Descartes (1641), que sostiene que la mente es una sustancia no física y, por tanto, no espacial. Descartes identificó claramente la mente con la conciencia y la autoconciencia y la distinguió del cerebro como el asiento de la inteligencia. Por lo tanto, fue el primero en formular el problema cuerpo-mente en la forma en que existe hoy. El dualismo se contrasta con varios tipos de monismo. El dualismo de sustancias se contrasta con todas las formas de materialismo, pero el dualismo de propiedad puede considerarse una forma de materialismo emergente o fisicalismo no reduccionista en algún sentido.

## Tipos
El dualismo ontológico asume compromisos duales sobre la naturaleza de la existencia en lo que respecta a la mente y la materia, y se puede dividir en tres tipos diferentes:
1. El dualismo de sustancias afirma que la mente y la materia son tipos de fundamentos fundamentalmente distintos.[1]
2. El dualismo de propiedades sugiere que la distinción ontológica radica en las diferencias entre las propiedades de la mente y la materia (como en el emergentismo).[1]
3. El dualismo de predicados afirma la irreductibilidad de los predicados mentales a los predicados físicos.[1]

### Sustancia o dualismo cartesiano
El dualismo de sustancias, o dualismo cartesiano, el más famoso defendido por René Descartes, sostiene que hay dos tipos de fundamento: mental y físico. Esta filosofía establece que lo mental puede existir fuera del cuerpo y el cuerpo no puede pensar. El dualismo de sustancias es importante históricamente por haber dado lugar a muchas reflexiones sobre el famoso problema mente-cuerpo.
El dualismo de sustancias es una posición filosófica compatible con la mayoría de las teologías que afirman que las almas inmortales ocupan un ámbito de existencia independiente distinto del del mundo físico. En las discusiones contemporáneas sobre el dualismo de sustancias, los filósofos proponen posiciones dualistas que son significativamente menos radicales que las de Descartes: por ejemplo, una posición defendida por William Hasker llamada Dualismo emergente parece, para algunos filósofos, más intuitivamente atractiva que el dualismo de sustancias de Descartes en virtud de que está en consonancia (entre otras cosas) con la biología evolutiva.